# Silvano Razzi
Silvano Razzi, né en 1527 à Marradi et mort le 14 novembre 1611 à Florence, est un religieux camaldule et écrivain italien.

## Biographie
Silvano Razzi nait à Marradi en 1527. Il s’appelle Girolamo, mais il change ce nom en celui de Silvano lorsqu’il entre en religion, et prend l’habit monastique dans le couvent Sainte-Marie-des-Anges. Avant de devenir moine, Razzi s'est rendu célèbre par divers comédies très appréciées : La Cecca (Venise, 1556), La Balia (Florence, 1560), La Costanza (Florence, 1565), La Gismonda (Florence, 1569). Il meurt à Florence le 14 novembre 1611, âgé de 84 ans.

## Œuvres
Les autres ouvrages qu’il a composés sont :
- Raccolta di orazioni a Cristo ed alla beatissima madre Maria, Florence, 1556 ;
- Miracoli della gloriosa Vergine Maria, ibid., 1576 ;
- Vite di quattro uomini illustri, Farinata degli Uberti, duca d’Atene, Silvestro Medici e Cosimo Medici il più vecchio, ibid., 1580 ;
- Vite di cinque uomini illustri, ibid., 1602 ;
- Vita ovvero azioni della contessa Matilda, ibid., 1587 ;
- Vita di Benedetto Varchi, ibid., 1790. Cette Vie, insérée d’abord dans un recueil de leçons de Benedetto Varchi dont Silvano Razzi avait été l’ami, se retrouve en tête de l’Histoire florentine du même Varchi, publiée en 1721.
- Vita della gloriosa Vergine Maria, Florence, 1594 ;
- Vite delle donne illustri per la santità, Florence, 1595 , 6 vol. in-4° ;
- Vita de’ santi e beati dell’ordine di Camaldoli, Florence, 1600 ;
- Vita di Pietro Soderini, gonfaloniere perpetuo della repubblica fiorentina, Padoue, 1637, in-4°, belle édition ornée de figures.

On doit encore à Silvano Razzi une traduction italienne de la Somme des sacrements, composée en latin par le P. Francisco de Vitoria, dominicain espagnol, Florence, 1575, in-12. Il écrivit aussi des biographies d'artistes que Giorgio Vasari, son ami, fit imprimer avec les siennes.